# Viaduc de l'Alses
Le viaduc de l'Alses est un pont routier français courbe de 500 mètres de longueur emprunté par la route nationale 20, situé sur la commune d'Arabaux dans le département de l'Ariège, en région Occitanie. C'est le plus grand pont du département.

## Histoire
Afin de désengorger la ville de Foix, le contournement de Foix par la RN 20 - E9 par l'est inclut deux ouvrages d'art majeurs : le tunnel de Foix, long de 2 159 m, creusé en 1996 et ouvert à la circulation des véhicules légers en février 2001, et le viaduc de l'Alses situé quasi-immédiatement en accès nord du tunnel.

## Implantation géographique
À l'ouest de la commune d'Arabaux, le viaduc surplombe le ruisseau de l'Alses, affluent de l'Ariège. La hauteur au-dessus de la rivière est de ?m.

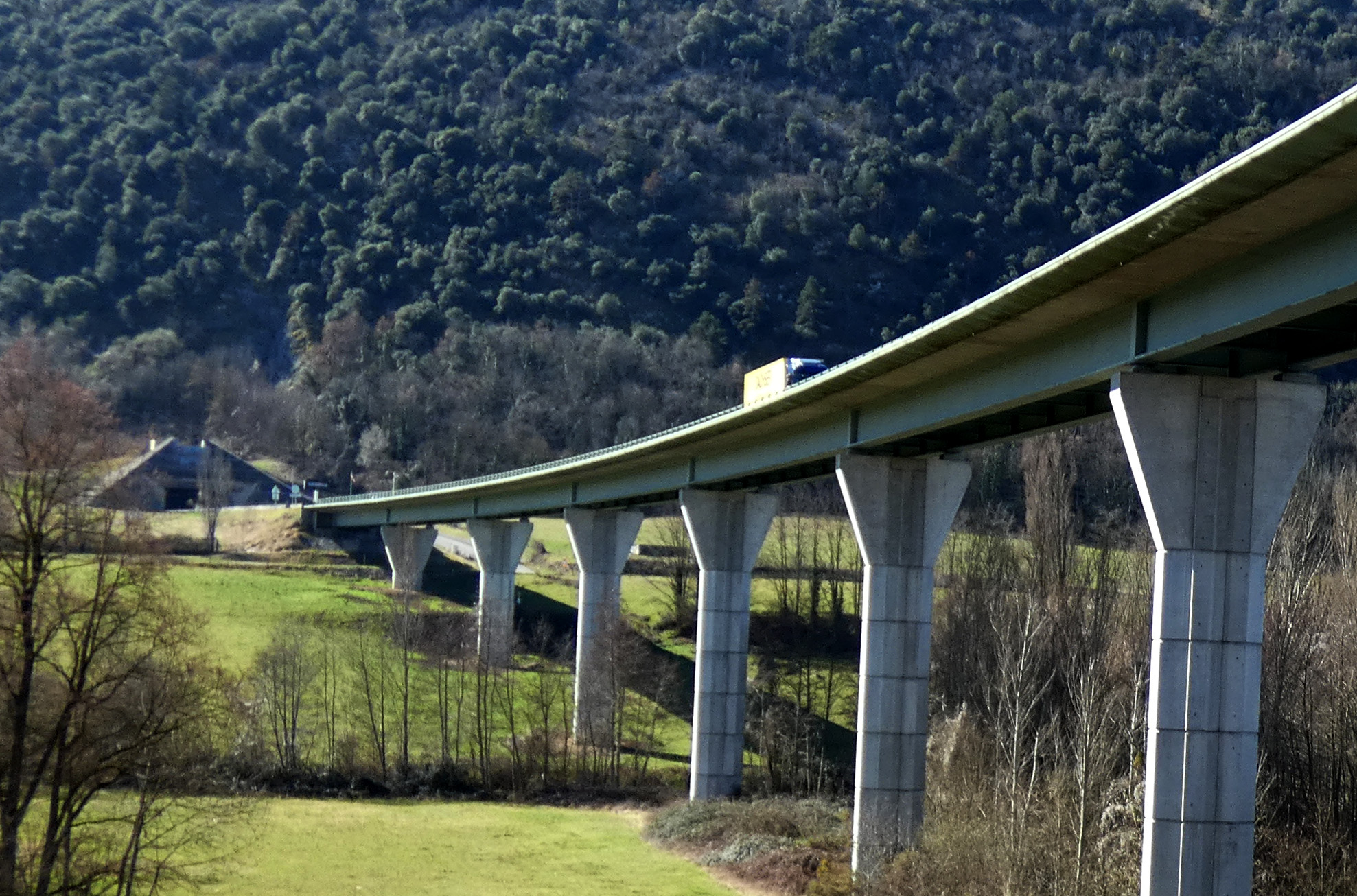
Succession viaduc de l'Alses - tunnel de Foix.
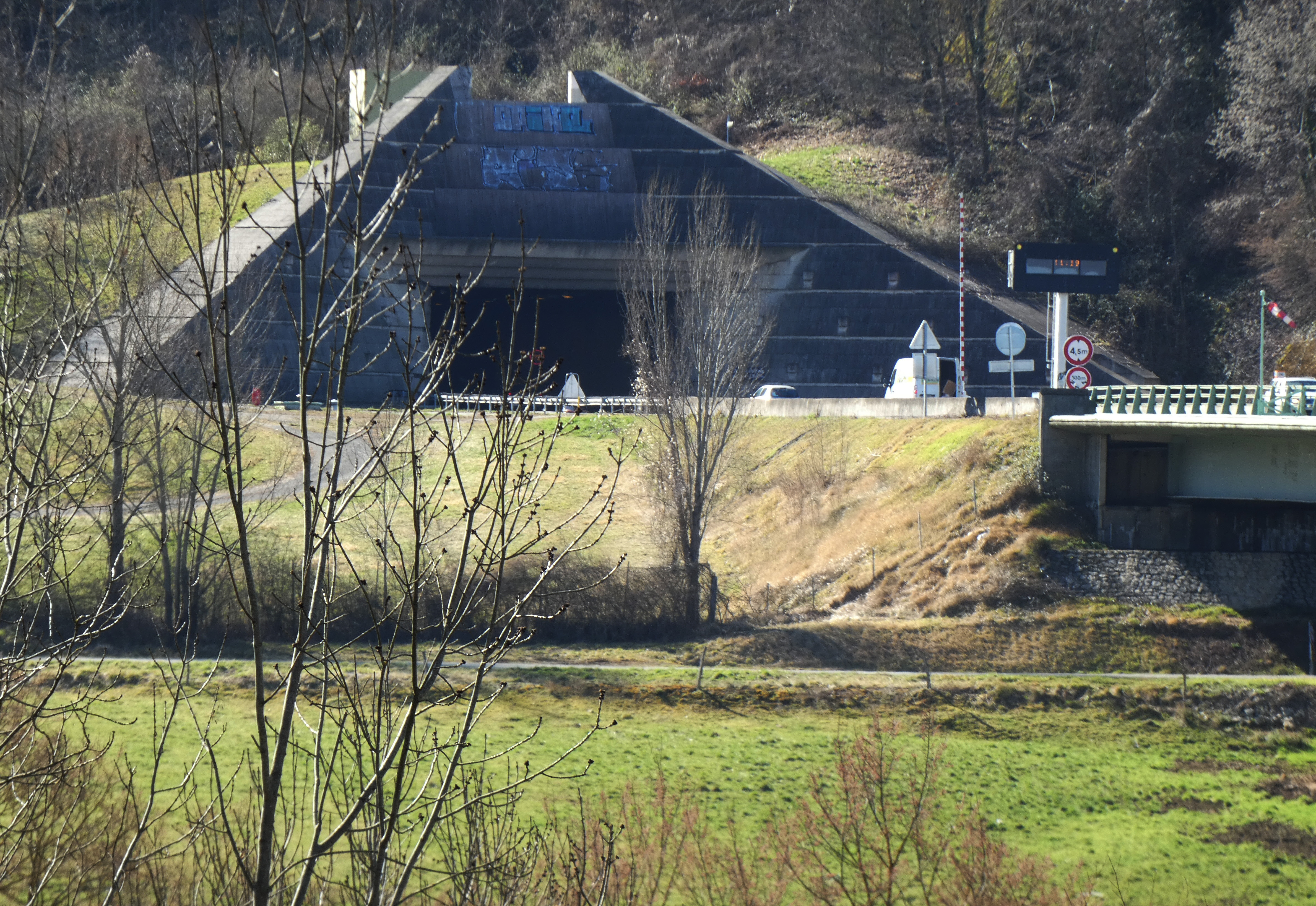
Entrée nord du tunnel de Foix à l'issue du viaduc.
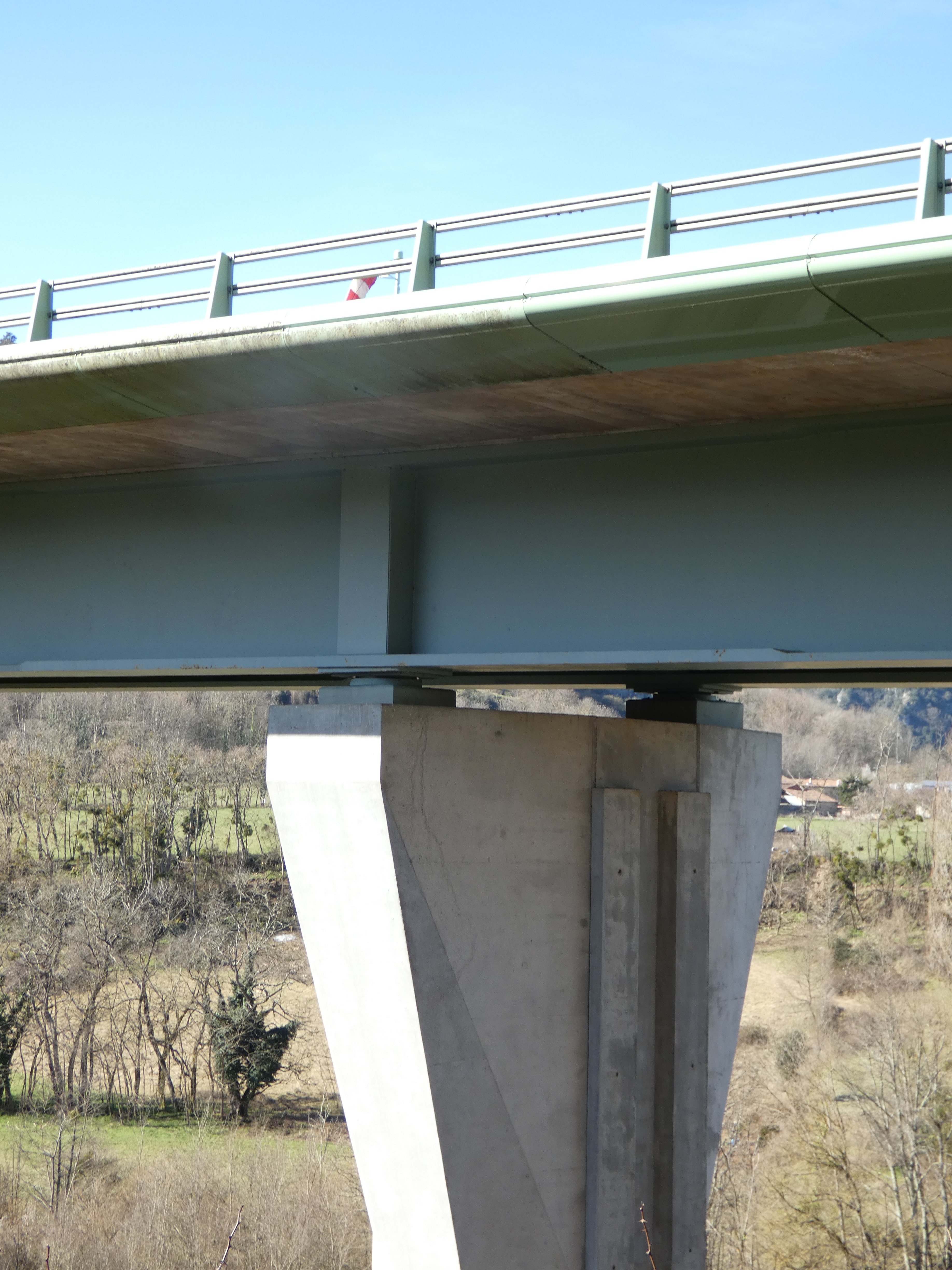
Détail jonction béton-acier.

## Caractéristiques
Conçu par l'architecte Yves Faup, terminé en 1999, il s'agit d'un viaduc courbe bipoutre de 500 m de longueur et de 11,25 m de largeur en ossature mixte bipoutre métal avec hourdis béton avec 9 travées.